# Cantonul Colombes-Sud
Cantonul Colombes-Sud este un canton din arondismentul Nanterre, departamentul Hauts-de-Seine, regiunea Île-de-France, Franța.

## Comune
| Comune                    | Populație (1999) | Cod poștal | Cod INSEE |
| ------------------------- | ---------------- | ---------- | --------- |
| Colombes, commune entière | 83.695           | 92.700     | 92 025    |